# Cleveland
Cleveland je druhé největší město státu Ohio ve Spojených státech amerických. Leží na jižním břehu jezera Erie, cca 100 km západně od hranic Pensylvánie. Bylo založeno v roce 1796 nedaleko ústí řeky Cuyahoga a stalo se průmyslovým centrem. Žije zde přibližně 373 tisíc obyvatel. V roce 2000 mělo město 478 403 obyvatel, celá metropolitní oblast 2 945 831. Město se stalo na přelomu 19. a 20. století jedním z nejdůležitějších center slovenské obce v USA. V roce 1915 zde byla podepsána tzv. Clevelandská dohoda.
Cleveland je domovem baseballového týmu Cleveland Indians, týmu amerického fotbalu Cleveland Browns a basketbalového týmu NBA Cleveland Cavaliers. Hokejový klub Cleveland Monsters hraje AHL. Od roku 2021 se v Clevelandu hraje ženský tenisový turnaj Tennis in the Land v rámci série US Open.
Cleveland je i důležitým kulturním centrem. Je zde Clevelandské muzeum umění, jedna z nejnavštěvovanějších galerií USA. Cleveland Orchestra patří mezi nejproslavenější symfonické orchestry USA. Turisticky důležitá je pro Cleveland také Rockenrollová dvorana slávy (Rock-and-roll Hall of Fame).

## Demografie
Podle sčítání lidu z roku 2010 zde žilo 396 815 obyvatel.

### Rasové složení
- 37,3 % bílí Američané
- 53,3 % Afroameričané
- 0,3 % američtí indiáni
- 1,8 % asijští Američané
- 0,0 % pacifičtí ostrované
- 4,4 % jiná rasa
- 2,8 % dvě nebo více ras

Obyvatelé hispánského nebo latinskoamerického původu, bez ohledu na rasu, tvořili 10,0 % populace.

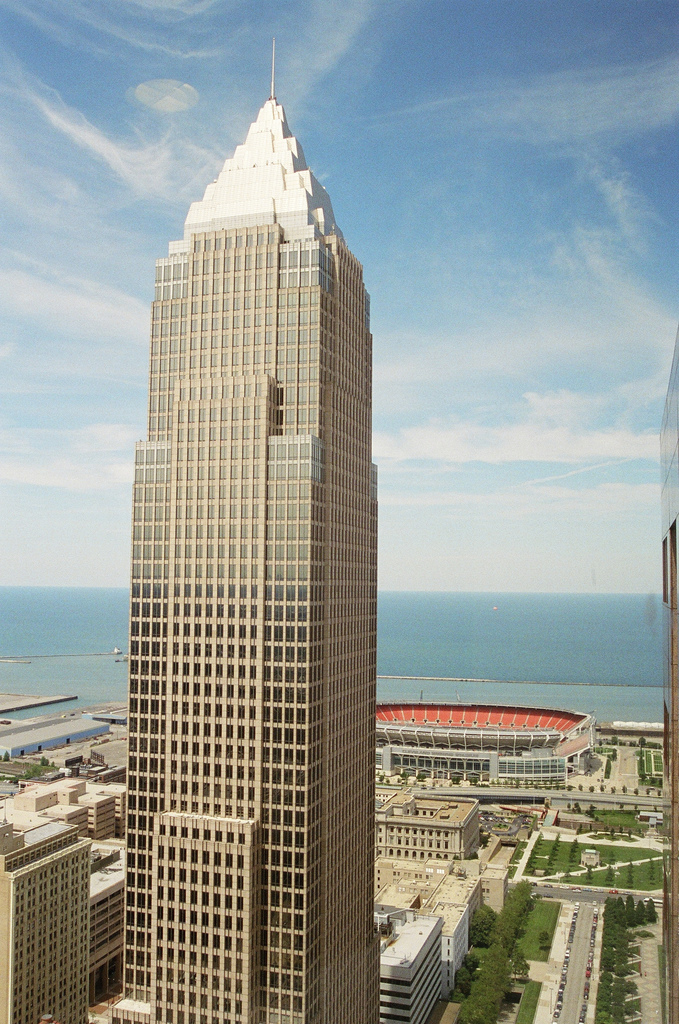
Key Tower

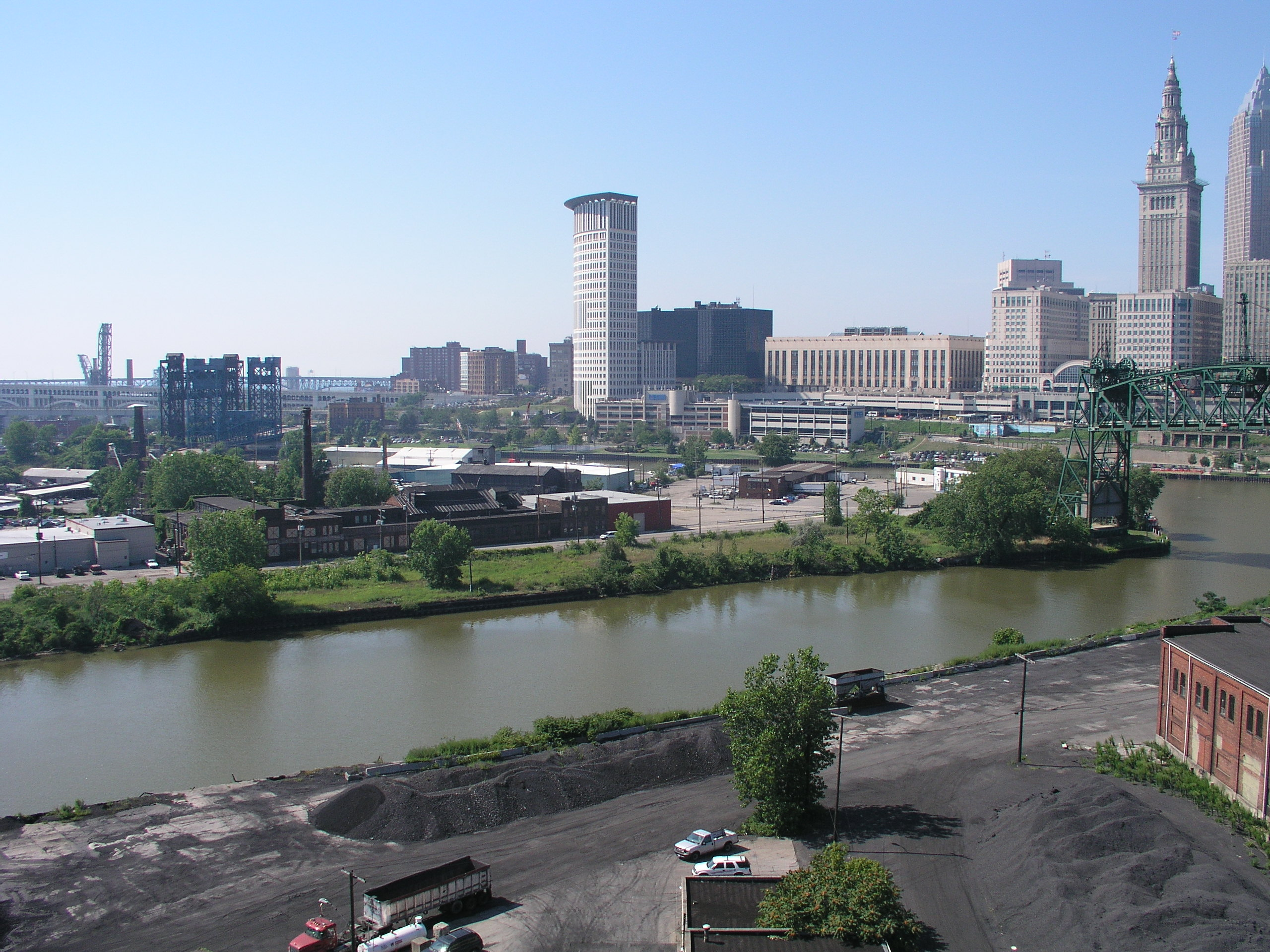
Řeka Cuyahoga

## Doprava
Městskou hromadnou dopravu obstarává Cleveland Regional Rapid Transit Authority ve formě autobusů, jedné linky metra a dvou linek rychlodrážní tramvaje.

## Osobnosti města
- Karel Bernreiter (1867–1928), česko-americký podnikatel, člen Sokola, předseda Českého národního sdružení v Českém komitétu zahraničním
- Harvey Cushing (1869–1939), neurochirurg a endokrinolog
- František Josef Vlček (1871–1947), česko-americký průmyslník a podnikatel
- Philip Johnson (1906–2005), architekt
- Frederick Chapman Robbins (1916–2003), mikrobiolog, nositel Nobelovy ceny
- William Lipscomb (1919–2011), chemik, nositel Nobelovy ceny
- Harrison Dillard (1923–2019), atlet, sprinter, olympijský vítěz
- Henry Mancini (1924–1994), hudební skladatel
- Paul Newman (1925–2008), herec
- Hal Holbrook (1925–2021), herec
- Donald Arthur Glaser 1926–2013), fyzik, neurobiolog a nositel Nobelovy ceny
- Jim Lovell (* 1928), vojenský letec a astronaut
- Kenneth Cameron (* 1949), astronaut
- Steve Harvey (* 1957), komik, moderátor a herec
- Eric Singer (* 1958), bubeník
- Steven Adler (* 1965), bubeník, člen skupiny Guns N' Roses
- Halle Berryová (* 1966), herečka
- Anna Gunn (* 1968), herečka
- Anthony Doerr (* 1973), spisovatel
- Dolph Ziggler (* 1980), wrestler
- Kid Cudi (* 1984), rapper a zpěvák
- Machine Gun Kelly (* 1990), rapper
- Lee Kieferová (* 1994), sportovní šermířka
- Lili Reinhart (* 1996), herečka
- Jake Paul (* 1997), youtuber a boxer

## Partnerská města
- Alexandrie, Egypt
- Bahir Dar, Etiopie
- Bengalúru, Indie
- Bejt Še'an, Izrael
- Brašov, Rumunsko
- Bratislava, Slovensko
- Bursa, Turecko
- Konakry, Guinea
- Fier, Albánie
- Gdaňsk, Polsko
- Heidenheim an der Brenz, Německo
- Cholon, Izrael
- Ibadan, Nigérie
- Kapské Město, Jihoafrická republika
- Kigali, Rwanda
- Klaipėda, Litva
- Lima, Peru
- Lublaň, Slovinsko
- Hrabství Mayo, Irsko
- Miskolc, Maďarsko
- Novi Sad, Srbsko
- Rouen, Francie
- Segundo Montes, Salvador
- Tchaj-pej, Tchaj-wan
- Tema, Ghana
- Vicenza, Itálie
- Volgograd, Rusko